# Ceylan (série télévisée)
Pour les articles homonymes, voir Ceylan (homonymie).
Production
Diffusion
Ceylan est une série télévisée française réalisée par Cathy Verney et Édouard Deluc d'après un scénario de Camélia Acef et Mathilde Pol.
Cette fiction est une coproduction d'Itinéraire Productions et TF1.

## Distribution
- Natacha Lindinger : Louise Ceylan
- Alice Pol : Cindy Boulain
- Éric Pucheu : Nathan
- Xavier Robic : Arnaud
- Ariane Mourier : Claire
- Mayel Elhajaoui : Vincent
- Frédéric Bouraly : Jean-Noël Boulain

## Production

### Genèse et développement
Cette fiction est une coproduction d'Itinéraire Productions et TF1,,,,.
La série est réalisée par Cathy Verney et Édouard Deluc,.

### Tournage
Le tournage de la série se déroule à partir du 2 juin 2025 dans le département de la Drôme en région Auvergne-Rhône-Alpes, bien que l'action se déroule dans un village du département de Vaucluse en région Provence-Alpes-Côte d'Azur,.

### Fiche technique
Sauf indication contraire, les informations mentionnées dans cette section peuvent être confirmées par les bases de données cinématographiques  présentes dans la section « Liens externes ».
- Titre français : Ceylan
- Création : Camélia Acef et Mathilde Pol
- Réalisation : Cathy Verney (épisodes 1 à 4) et Édouard Deluc (épisodes 5 et 6)[1],[2],[3]
- Scénario : Camélia Acef et Mathilde Pol[3]
- Photographie : David Ciccodicola[2]
- Sociétés de production : Itinéraire Productions et TF1[1],[3],[4],[5]
- Sociétés de distribution : TF1[1],[2],[3],[5]
- Pays de production :  France
- Langue originale : français
- Format : couleur
- Nombre de saisons : 1
- Nombre d'épisodes[1],[2] : 6
- Durée : 52 minutes
- Dates de première diffusion :